# Симеон (Зінкевич)
Симеон (світське ім'я — Зінкевич Олег Анатолійович; 5 травня 1979 , Ленінград ) — архієрей Православної церкви України (до 15 грудня 2018 — УПЦ київського патріархату, митрополит Дніпровський і Січеславський.

## Життєпис
Народився 5 травня 1979 року в Ленінграді. Батько — протоієрей Анатолій Зінкевич († 2019). Митрополит Луцький і Волинський Михаїл (Зінкевич) — його стрий (брат батька).
З 1986 по 1997 навчався у Ленінградській школі № 37.

### Духовна кар'єра
1997 року повертається в Україну, де вступає до Волинської духовної семінарії УПЦ КП. Паралельно, протягом навчання до 2001 року, ніс послух келійника та іподиякона у блаженної пам'яті митрополита Якова (Панчука).
2001 року продовжив навчання у Київській православній богословській академії. Під час навчання ніс послух іподиякона у ректора КДАіС єпископа Димитрія Рудюка.
2004 — у Свято-Троїцькому кафедральному соборі Луцька єпископом Луцьким і Волинським Михаїлом рукоположений у сан диякона.
З 2004 по 2007 рік, перебуваючи в Сполучених Штатах Америки, служив штатним дияконом в соборі Святого апостола Андрія Первозданного (Детройт).
2006 року єпископом Луцьким і Волинським Михаїлом рукоположений у сан ієрея. За час служіння в штаті собору нагороджений наперсним хрестом.
2007 року єпископом Луцьким і Волинським Михаїлом у Свято-Троїцькому духовному центрі Тернополя пострижений у чернецтво з ім'ям Симеон. Був насельником Луцького Свято-Архангельського чоловічого монастиря.
2008 року переведений у Тернопільську-Кременецьку єпархію. Продовжив монаший послух та пастирську діяльність у Свято-Троїцькому духовному центрі. Виконував послух духівника православного молодіжного братства єпархії та центру. Одночасно ніс послух благочинного духовного центру.
У червні 2009 року указом Святійшого Патріарха Київського і всієї Руси-України Філарета зачислений до братії Свято-Михайлівського Видубицького монастиря Києва.
20 вересня 2009 року Указом Святійшого Патріарха Київського і всієї Руси-України Філарета призначений секретарем Київської патріархії.

### Єпископське служіння в УПЦ КП
Рішенням Священного синоду УПЦ Київського патріархату від 21 жовтня 2009 року обраний та призначений єпископом Дніпропетровським і Павлоградським.
Архієрейська хіротонія відбулася 21 листопада 2009 р. у Михайлівському Золотоверхому соборі Києва.
Рішенням Священного синоду від 13 травня 2011 року призначений тимчасово керуючим Криворізькою єпархією.
З 13 грудня 2011 року, в зв'язку з об'єднанням Криворізької та Дніпропетровської єпархій УПЦ КП, носить титул «Дніпропетровський і Криворізький».
Прибуття на катедру в місті Дніпро було відзначено агресією з боку шовіністичних прихильників РПЦ. Єпископ Симеон зазнав озброєного нападу з боку невідомих, після чого йому була надана охорона. Замінивши на кафедрі доволі пасивного архієрея Адріана (Старину), узявся за розбудову мережі парафій та будівництво типових храмів у Дніпрі.
4 лютого 2012 року на честь 50-річчя від дня архиєрейської хіротонії Патріарха Київського і всієї Руси-України Філарета рішенням Священного Синоду УПЦ Київського Патріархату нагороджений Орденом Святого Рівноапостольного князя Володимира Великого ІІІ ступеня.

### Революція Гідності та загроза окупації Дніпровської єпархії з боку РФ
Під час спроби захоплення влади у Дніпрі у березні 2014 року, Симеон (Зінкевич) закликав зберігати вірність Україні, а представників різних релігійних громад — об'єднатися для спільного спротиву російським диверсантам. Особисто налагодив конструктивну співпрацю з лідером юдейської громади Дніпра Шмуелем Камінецьким, громадою Вірменської Церкви та духовним управлінням мусульман. Став одним із гарантів міжконфесійного миру на території міста та області.
Улітку 2014 року єпископ Симеон взяв активну участь в організації капеланського служіння в Збройних силах України та розгортанні волонтерської допомоги для українських військовослужбовців в умовах агресії Російської Федерації у Криму та на сході України.
У період 2014–2016 Дніпропетровсько-Криворізька єпархія зібрала на потреби армії 2 мільйони 75 тисяч гривень.
В тому числі:
- 290 тон гуманітарних вантажів;
- 10 автомобілів;
- 100 ліжок;
- 1000 комплектів військової форми;

А також — прилади нічного бачення, приціли, біноклі, рації, бронежилети, тепловізори та безпілотні літальні апарати.
Указом Президента України № 336/2016 від 19 серпня 2016 року нагороджений ювілейною медаллю «25 років незалежності України».
У жовтні 2016 року в двоповерховому будинку у стилі ренесанс 1890-тих років, відомому як Садиба Фердинанда Андереґґа, єпископ Симеон освятив ошатне Єпархіальне управління, а через рік — храм Ікони Божої Матері «Несподівана Радість», який разом із Єпархіальним управлінням, бібліотекою та недільною школою утворили «Українські подвір'я» — центр культурного життя громади Дніпра.
5–9 березня 2018 року під орудою єпископа Симеона у Дніпрі відбувся Всеукраїнський З'їзд Капеланів помісної православної церкви. Присутні 250 священників зі всієї України, зокрема у виступі на з'їзді владика Симеон Зінкевич заявив:
| Якщо не буде українського воїна, то не буде української держави. Якщо не буде держави, то не буде української церкви. І священики, капелани це розуміли і через те, разом з воїнами, були весь час на фронті. А парафії Дніпровської єпархії, Слава Богу, всі живі, йдуть на примноження, тому що багато хто побачив реальних подвижників серед священиків. І кажуть: це вже не віртуальний священик, а він дійсно взяв хреста і пішов за воїнами, за народом...[джерело?] |
У квітні 2018 року прийняв паломницьку групу дніпрян, які першими привезли до України благодатний вогонь від Храму Гробу Господнього в Єрусалимі.

### Об'єднавчий Собор і служіння в складі ПЦУ
15 грудня 2018 року разом з архієреями УПЦ КП взяв участь у Об'єднавчому соборі в храмі Святої Софії.
6 січня 2019 року в складі архієрейської делегації Об'єднавчого собору України взяв участь у церемонії вручення Томосу про автокефалію Православної церкви України, яка відбулася у Стамбулі, в Георгіївському патріаршому храмі, на Фанарі. Оригінал Томосу про автокефалію був привезений до Дніпра відразу після Києва. Владика Симеон Зінкевич зустрічав президента України Петра Порошенка та президента благодійного фонду «Солідарність» Олександра Петровського у дніпровському храмі Різдва Пресвятої Богородиці.
5 лютого 2019 року митрополит Київський і всієї України Епіфаній призначив владику Симеона до складу першого Священного синоду Православної церкви України. За його клопотанням, одним із перших рішень Синоду стало відкриття Свято-Благовіщенського жіночого монастиря у місті Дніпро.
14 березня 2019 року керуючий Дніпровською єпархією Симеон (Зінкевич) відвідав Свято-Благовіщенський жіночий монастир, де звершив чин постригу в велику схиму монахині Серафими — насельниці монастиря.
24 листопада 2019 року указом митрополита Київського і всієї України Епіфанія владику Симеона піднесено до сану архієпископа.
2 лютого 2023 року, з урахуванням історичних обставин, Синод змінив титул владики Симеона на «Дніпровський і Січеславський».
3 лютого 2024 року його було підвищено у сані до митрополита.